# Melitão de Sardes
Melitão de Sardes (em latim: Melito), também Melitão, o Eunuco, (m. c. 180) foi o bispo de Sardes, uma cidade perto de Esmirna, na Anatólia ocidental; e uma grande autoridade na igreja primitiva. Sua lista de livros do Antigo Testamento é uma das mais antigas conhecidas.

## Peri Pascha
Fora uma homilia, Peri Pascha (Sobre o Pessach) no Papiro de Bodmer, apenas fragmentos de seus trabalhos sobreviveram. Melito foi um escritor do cristianismo primitivo muito prolífico, a julgar pelas listas de obras preservadas por Eusébio e Jerônimo. Ele escreveu também uma celebrada apologia pelo Cristianismo, que foi enviada ao imperador Marco Aurélio.

## Cânone de Melitão
Melito nos proveu com o que é possivelmente o mais antigo cânon cristão do Antigo Testamento conhecido, tendo viajado por toda a Palestina (e provavelmente à famosa biblioteca de Cesareia Marítima) tentando obter informações sobre este assunto.
O cânon de Melitão era este:
| “ | De Moisés, cinco livros: Gênesis, Êxodo, Números, Levítico e Deuteronômio; Josué (filho de Nun), Juízes, Rute; de Reis, quatro livros; de Crônicas, dois; de Salmos de Davi, de Provérbios de Salomão (Sabedoria) também, Eclesiastes, Cântico dos Cânticos, Jó; de profetas: Isaías, Jeremias; dos doze profetas menores, um livro; Daniel, Ezequiel e Esdras. | ” |
|   | — História Eclesiástica, Melitão, citado por Eusébio. |   |

## Morte e legado
Uma carta de Polícrates de Éfeso ao Papa Vítor I, mencionada por Eusébio, indica que "Melitão, o Eunuco" foi enterrado em Sardes.
A reputação de Melitão como escritor permaneceu forte durante a Idade Média: diversas obras foram pseudefigraficamente atribuídas a ele.